# Спиритуализм (религия)

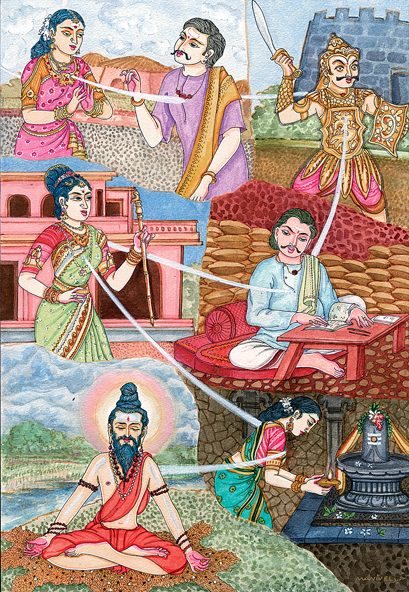
Реинкарнация в искусстве

Спиритуали́зм (от лат. spiritualis «духовный» ← spiritus «дух») — религиозно-философское течение, в основе которого — вера в реальность загробной жизни и возможность общения с духами умерших посредством медиумов (см. также спиритизм). При том, что теория и практика общения с духами существовала с далёкой древности, сами последователи спиритуализма считают датой рождения движения 31 марта 1848 года, когда появилось первое сообщение о том, что сёстры Кейт и Маргарет Фокс из Гайдсвилля, штат Нью-Йорк, вступили в общение с духом торговца-разносчика, якобы убитого бывшими владельцами дома и захороненного в подвале (в 1904 году под развалинами дома были действительно найдены человеческие останки).
В течение почти столетия движение развивалось: к 1897 году оно насчитывало более 8 миллионов последователей (только в США и Европе). Пережив пик возрождения после Первой мировой войны, во второй половине XX века спиритуализм постепенно утратил массовую популярность.
Культовая практика спиритуализма состоит из коллективных и индивидуальных спиритических сеансов, целью которых являются вызов духов умерших людей и общение с ними. Основные положения спиритуализма содержатся в «Декларации принципов», принятой в 1899 году «Национальной ассоциацией спиритуалистских церквей», созданной в 1893 году в Чикаго, которая насчитывала (по данным на конец XIX века) около 20 тысяч членов. По различным оценкам, в мире в настоящее время насчитывается около 20 миллионов последователей спиритуализма.

## Идеологические основы спиритуализма (спиритизма)
Во многом идеологическую и методологическую основу спиритуализма заложили в своих трудах Эммануэль Сведенборг (1688—1772), Франц Месмер (1734—1815) и Эндрю Джексон Дэвис (1826—1910), которые каждый по-своему исследовали вопросы, связанные с посмертной жизнью души и искали возможностей общения с потусторонним миром.

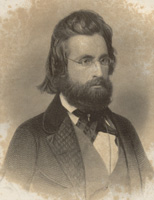
Эндрю Джексон Дэвис, один из трёх основоположников спиритуализма

Сведенборг, описывавший свои опыты общения с духами, проводившиеся им в ясном сознании, первым в новейшей истории составил описание структуры «мира духов». Последняя отличалась от христианских представлений о потустороннем мире с его раем и адом и являла собой некую гамму сфер, по которой после смерти тела должна подниматься очищающаяся душа. Сведенборг считал, что «духи» служат посредниками в общении между человеком и Богом, причём последний временами сам поручает им такого рода миссии. Несмотря на то, что Сведенборг предостерегал от настойчивого поиска общения с духами, его примеру последовали многие.
Месмер не разработал метафизических теорий, но внёс практический вклад в становление спиритуализма. Он разработал технику гипнотизма (месмеризма), открывшую путь в трансовое состояние и таким образом, что, как предполагалось, облегчало процесс вхождения в контакт с «миром духов». В середине XIX века гастролирующие последователи месмеризма демонстрировали своё искусство на сцене, нередко рекламируя себя в качестве посредников в общении человека с божественным началом.
Своеобразный синтез философии Сведенборга и методов Месмера создал проповедник Эндрю Джексон Дэвис, создатель так называемой «гармонической философии» (англ. Harmonial Philosophy). Практикующий месмерист из штата Нью-Йорк, Дэвис обладал ясновидческими и целительскими способностями. Книга «The Principles of Nature, Her Divine Revelations, and a Voice to Mankind» (1847), текст которой был надиктован им в трансе, считается первым фундаментальным трудом эпохи спиритуализма. 31 марта 1848 года (в тот самый день, когда сёстры Фокс якобы установили контакт с духом умершего в Гайдсвилле, Дэвис в трансе записал следующие слова:

На рассвете этим утром теплое дыхание пронеслось над моим лицом и я услышал, как голос, нежный и сильный, произнёс: «Брат мой, мы начали добрый труд — будь свидетелем, грядёт жизненная демонстрация».Оригинальный текст (англ.)About daylight this morning a warm breath passed over my face and I heard a voice, tender and strong, saying «Brother, the good work has begun — behold a living demonstration is born».

## Начало движения и его расцвет
Ключевое событие, положившее начало спиритуализму (в его современной форме), произошло в 1848 году в доме фермера Фокса в Гайдсвилле. Начиная с некоторых пор там стали раздаваться шумы и стуки, которым жильцы не могли найти объяснения. Наконец 31 марта 1848 года одна из дочерей Фокса, Кейт (по утверждению членов семьи) успешно вошла в контакт с невидимой сущностью. Позже, при помощи соседей для «пришельца» ею были разработаны и использованы алфавит и код, позволявший стуками отвечать: «да» или «нет». Пользуясь предложенным способом общения, сущность проинформировала присутствующих о том, что является духом ограбленного и убитого путешествующего торговца. В результате раскопок был найден осколок кости с несколькими волосками (местный доктор утверждал, что находка является осколком человеческого черепа). В 1904 году (после того уже, как обе сестры умерли), произошло событие, которое, как считали многие, подтвердило истинность их показаний. В развалившейся стене подвала был обнаружен труп некогда замурованного сюда человека, который по всем признакам и был исчезнувшим торговцем.

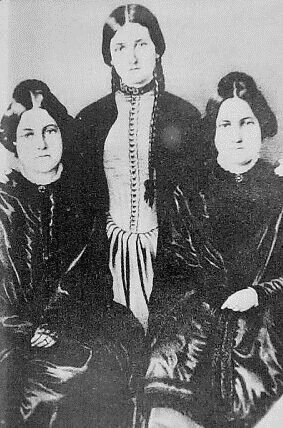
Сёстры Фокс. Слева направо: Маргарет, Кейт и Лия

После переезда в Рочестер, Нью-Йорк, сёстры Фокс, как утверждалось, обнаружили у себя медиумические способности и начали давать публичные сеансы. Уже в 1849 году они приобрели общенациональную известность, и даже позднейшее признание одной из них в том, что все их сеансы были мошенничеством, не поколебало веры многочисленных сторонников спиритуализма. К 1850 году волна спиритических сеансов захлестнула США. Некоторые из появившихся псевдорелигиозных кружков и обществ имели заведомо сомнительную репутацию. Немало шуму наделал так называемый «Апостольский кружок»: он образовался в 1849 году в Оберне, действовал при посредничестве медиума миссис Бенедикт, и под руководством Джеймса Л. Скотта, священника-адвентиста из Бруклина. Вскоре (после объединения с общиной преподобного Томаса Лэйка-Харриса), кружок дискредитировал себя в лице последователей.
К числу последователей движения стали постепенно примыкать и уважаемые в обществе люди, в частности, преподобный А. Х. Джарвис, методистский священник из Рочестера, судья Эдмондс, бывший губернатор Толмедж, профессора Мэйпс и Хэйр. В 1851—1852 годы спиритуализмом (и спиритизмом — его практической стороной) заинтересовались учёные и исследователи; некоторые из них, поначалу настроенные скептически, впоследствии изменили свои взгляды.
Значительную роль в распространении идей спиритуализма сыграла Эмма Хардинг-Бриттен (впоследствии — автор книг «Современный американский Спиритизм» и «Чудеса XIX столетия»). Как отмечал А. Конан Дойль, сёстры Фокс были не первыми, кто обладал психическими способностями. Просто после того, как происшествие в Хайдвсвилле получило огласку, о своём опыте начали рассказывать люди, которые прежде делать этого не осмеливались.
Параллельно наблюдался рост интереса к спиритуализму в Англии — во многом благодаря усилиям Хардинг-Бриттен, в 1856 году вернувшейся на родину из США. Считается, однако, что первостепенная роль здесь принадлежала американке миссис Хайден, — медиуму, свои первые шаги на этом поприще сделавшей в 1852 году в Британии. Одним из первых представителей научного мира, наблюдавший её сеансы, был математик и философ профессор де Морган, рассказавший о своём опыте общения с потусторонним миром в книге «От материи к духу».
Вокруг миссис Хайден возникло множество интриг, связанных, в основном, с попытками скептиков так или иначе опорочить её имя. Ощутимый удар по позициям последних нанёс политик-социалист, приверженец спиритуализма Роберт Дэйл Оуэн:

Я терпеливо изучил историю этих явлений, исследовал все сопутствующие факты (подтверждённые неисчислимое число раз достойнейшими людьми), принял участие в четырнадцати сеансах с медиумом миссис Хайден, причём она предоставила мне все возможности для проверки, нет ли с её стороны какого-либо обмана. Я убеждён, что её действия не содержат никакого шарлатанства, более того, я считаю само это явление предвестником величайшего духовного переворота, который затронет самую суть жизни человечества. — Роберт Д. Оуэн.— А.Конан Дойль. История спиритуализма. Глава 7
Эмма Хардинг-Бриттен писала о том, что именно это заявление известного материалиста возымело на общественное мнение решающее значение. В 1853 году миссис Хайден покинула Британию и многие её противники с радостью объявили это событие «началом заката» спиритуализма. Однако движение получило второе рождение в Йоркшире (после приезда сюда медиума Дэвида Ричмонда, американского шейкера), а затем и в Ланкашире.
В 1855 году на Британских островах появился американский медиум шотландского происхождения Дэниэл Данглас Хьюм, чьи сенсационные демонстрации породили вторую волну интереса к спиритуализму. Хьюм, за которым закрепилась слава «величайшего медиума всех времён», обладал (если верить спиритуалистам и некоторым исследователям) удивительными способностями, включавшими дар левитации (что демонстрировалось не раз в присутствии многих свидетелей, подтверждавших под присягой истинность своих показаний), и при этом поражал современников бескорыстием, отказываясь от вознаграждений.
Значительный вклад в развитие спиритуализма внёс французский автор и исследователь Аллан Кардек, чья «Книга Духов» (1857), написанная по утверждению автора в «соавторстве» с духами умерших, многими считается «библией спиритуализма».
В 1870 году приступил к исследованиям психических явлений британский химик Уильям Крукс, взявший под опеку медиума Флоренс Кук. Четыре года спустя опубликованный им полный отчёт о работе вызвал такой скандал в научном мире, что начались даже разговоры об исключении его из рядов Королевского общества. В 1872-73 годах большую известность получил священник-мистик Стэнтон Мозес, специализировавшийся на получении автоматических посланий. В 1873 году была учреждена Британская национальная ассоциация спиритуалистов, а два года спустя доктор Альфред Рассел Уоллес выпустил свою знаменитую книгу «О чудесах в современном спиритуализме». В 1880—1890-х годах широкую известность получили сеансы с участием Эвзапии Палладино, проходившие под наблюдений многих известных учёных и специальных комиссий (профессор Кьяйа, профессор Ломброзо, Миланская комиссия, профессор Рише, сэр Оливер Лодж и др.)
Как указывает российский религиовед и специалист по истории спиритуализма В. С. Раздъяконов, адепты этого движения мыслили себя научными авангардистами, стремящимися доказать существование потустороннего мира способами, которые, как они полагали, еще недоступны академической науке.

## Доклад Диалектического общества
Начиная со второй половины 60-х годов XIX века изучение спиритических явлений стало проводиться регулярно и последовательно, с участием многих известных представителей мировой (прежде всего, британской и французской) науки. В 1869 году был образован специальный комитет Диалектического общества, который свой первый отчёт о проделанной работе предоставил широкой общественности в 1871 году. В комитет вошли 34 участника самых различных профессий (доктор богословия, врачи, инженеры, адвокаты и др.), а также философ-рационалист Чарльз Бредлаф. Предполагалось участие профессора Гексли, но он отказался, заявив: «Даже если эти явления истинны, меня они не интересуют», чем вызвал недоумение многих коллег. Среди тех, кто выступил перед комитетом, были биолог Альфред Рассел Уоллес, миссис Эмма Хардиндж-Бриттен, Х. Д. Дженкин, Бенджамин Колмэн, Д. Д. Хоум, французский астроном Камилл Фламмарион и другие.
Комитет Диалектического общества, изначально настроенный по отношению к спиритическому феномену крайне скептически, выступил с итоговым заявлением, в котором, в частности, говорилось: 

Четырнадцать свидетелей подтверждают, что видели руки или фигуры, не принадлежащие человеческому существу, однако столь же подвижные… Тринадцать свидетелей подтверждают, что слышали хорошо исполненные музыкальные пьесы в тот момент, когда никто из присутствующих не играл ни на каких музыкальных инструментах. <…> Восемь свидетелей подтверждают, что с помощью стуков, письменных сообщений или другими способами ими были получены точнейшие сведения о том, чего они не знали, но полностью подтверждённые в ходе последующих проверок.— А. Конан Дойль. История спиритуализма. Глава 14
При том, что негативные свидетельства очевидцев не были убедительными (лорд Литтон предположил, что явления могут быть вызваны «естественными причинами, которые пока неизвестны», трое свидетелей сочли их «проявлением сатанинских сил»), британская пресса высмеяла доклад (исключение составлял «Спектейтор»). 
В 1884 году за исследование феномена взялась так называемая «Комиссия Зейберта». Она возникла после того, как Генри Зейберт, гражданин Филадельфии, завещал сумму в 60 тысяч долларов на учреждение кафедры философии в университете штата Пенсильвания при условии, что названный университет создаст комиссию по «тщательному и беспристрастному исследованию любых этических, религиозных или философских систем, претендующих на истинность и, в частности, современного Спиритизма».

Отчёт, опубликованный в 1887 году, был крайне негативным, причём многие полученные данные остались без внимания. В частности, после того, как в присутствии медиума миссис Лорд зазвучали «вызванные голоса», которым сопутствовали необъяснимое свечение и прикосновения «невидимых рук» (о которых говорили присутствующие), председатель комиссии заявил: «Меня удовлетворит лишь фотография, запечатлевшая одного херувима на моей голове, по одному — на моих плечах и ангела — на груди», что в полной мере характеризует подход комиссии. При этом участники наблюдений произвели и совершенно обоснованные разоблачения медиумов-шарлатанов (в частности, на сеансе с участием Слэйда, к концу своей карьеры дискредитировавшего себя подлогами). По мнению А. Конан Дойля, отчёт «Комиссии Зейберта» притормозил процесс выяснения природы психических явлений. Намного более конструктивной и объективной была деятельность возникшего в 1882 году Общества психических исследований.

## Общество психических исследований
Первая попытка создания научного общества, которое объективно и непредвзято начало бы изучать природу спиритического феномена, была предпринята в 1875 году Сарджентом Коксом: именно он основал Психологическое общество Великобритании (англ. Psychological Society of Great Britain). После смерти Кокса в 1879 году общество было распущено, а 6 января 1882 года некоторые его бывшие участники собрались под председательством сэра Уильяма Барретта.

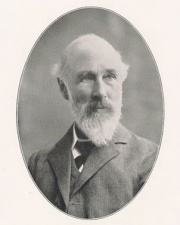
У. Ф. Барретт

20 февраля того же года ОПИ начало свою деятельность — под руководством своего первого избранного президента, кембриджского профессора Генри Сиджвика. Одним из вице-президентов был преподобный Уильям Стейнтон Мозес. Своей задачей (сформулированной в Манифесте) ОПИ декларировало «…проведение организованных и систематических попыток исследования большой группы неоднозначных явлений, отнесённых к разряду месмерических, психических и спиритических». В числе деятелей науки, принявших участие в работе общества, были Уильям Крукс, Оливер Лодж, Альфред Рассел Уоллес, лорд Рэйли, Уильям Барретт, Уильям Джеймс, Джеймс Харви Гейслоп, Ричард Ходсон и Фредерик Мейерс. Все они, начав свою деятельность на позициях скептицизма, впоследствии в той или иной мере приняли спиритуализм и даже стали (Лодж, Барретт, Майерс) его активными апологетами.
Общество начало свою работу с экспериментального исследования передачи мыслей на расстояние. Этот феномен впервые был предложен для изучения Британскому обществу «За прогресс науки» в 1876 году сэром (впоследствии профессором) Уильямом Барретом. Параллельно велось изучение феномена, известного как «перекрёстная переписка»: этот способ общения с духами исключал возможность телепатической передачи мысли среди участников сеанса. Реальность этих двух явлений Обществом была официально подтверждена, хотя образцы «перекрёстной переписки» содержали в себе множество странностей, требовали умелой расшифровки и вызывали ожесточённые споры. Зато камнем преткновения явился вопрос о «бесконтактном движении столов». Относительно его Обществом был сделан вывод, точно повторявший формулировки Диалектического общества (1869)..
В 1883 году британский спиритуалистический журнал «Лайт» сформулировал ряд противорений между ОПИ и Центральной Ассоциацией спиритов. «Спириты обладают убеждённой верой, более того, даже определённым Учением, объясняющим природу тех фактов, о которых Общество психических исследований не знает и не хочет знать. Оно занималось этими явлениями только с целью добывания новых показаний очевидцев для установления их истинности… Для Общества идеи о духовном сообществе, о задушевных беседах близких друзей, разделённых границами двух миров, то есть идеи, которыми так дорожат спириты, не представляют никакого интереса. Побеседовав со всеми членами Общества, мы выяснили, что оно изучает только кости и мускулы, не вникая в устройство душ и сердец», — говорилось в редакционной статье журнала. Самым непримиримым скептиком в первые годы существования общества оставался президент Седжвик, который, в частности, обвинял Кейт Фокс-Дженкин, что та «…писала на грифельной доске под столом своей ногой», а также в оскорбительном тоне отзывался и о двух других известных медиумах, в те годы имевших безупречную репутацию: Генри Слэйде и Уильяме Иглинтоне (в присутствии которого появлялись послания на грифельных досках). Мягкой критике подвергал деятельность ОПИ его вице президент Уильям Стэйнтон Мозес, жёсткой — сэр Оливер Лодж, который называл ОПИ «… обществом, созданным для замалчивания фактов, для огульного обвинения в шарлатанстве, для смущения умов и для отречения от Нового Откровения». Резкой критике подвергся и доктор Ричард Ходсон, отправившийся в Индию для встречи с мадам Блаватской, и высмеявший теософию, не вникнув в её суть.
С другой стороны, ОПИ в течение 15 лет изучало феномен бостонского медиума Леоноры Пайпер. Наблюдавшие её деятельность (в частности, профессора Уильям Джеймс из Гарварда, Джеймс Гейслоп из Университета округа Колумбия и все тот же Ричард Ходсон) пришли к единодушному мнению о подлинности её манифестаций. Именно в ходе этих исследований профессор Ходсон полностью отрёкся от своего недавного скептицизма и объявил себя последователем спиритуализма.
В 1898 году Джеймс Гарвей Гейслоп, профессор логистики и этики Колумбийского университета, сменил доктора Ходсона в качестве главного эксперта Общества. Начав убеждённым скептиком, он также резко изменил свою позицию — после того, как при посредничестве миссис Пайпер пообщался — сначала с покойными отцом и братом, а в 1905 году — с самим Ходсоном, незадолго до этого скончавшимся. Гейслоп оставил отчёты о 205 случаях подобных бесед, сам он был свидетелем и участником 152 из них. В ходе изучения «перекрёстной переписки» постепенно на позиции спиритуализма перешли учёные, прежде занимавшие жёстко материалистическое позиции: Джозеф Максвелл и Шарль Рише.

## Спиритуализм в России
Первое проникновение спиритизма в Россию относится ко временам Екатерины II и имело отношение в большей степени к опытам последователей Месмера, нежели к прямым попыткам общения с потусторонним миром. Первые опыты русских магнетизёров были прекращены по прямому повелению императрицы. Интерес к «магнетизму» возрастал в 1810-х и 1830-х годах, что получило своё отражение в русской литературе (А. Погорельский, «Магнетизёр», 1830, Н. И. Греч, «Чёрная женщина», 1834, В. Ф. Одоевский, «Косморама», 1840).

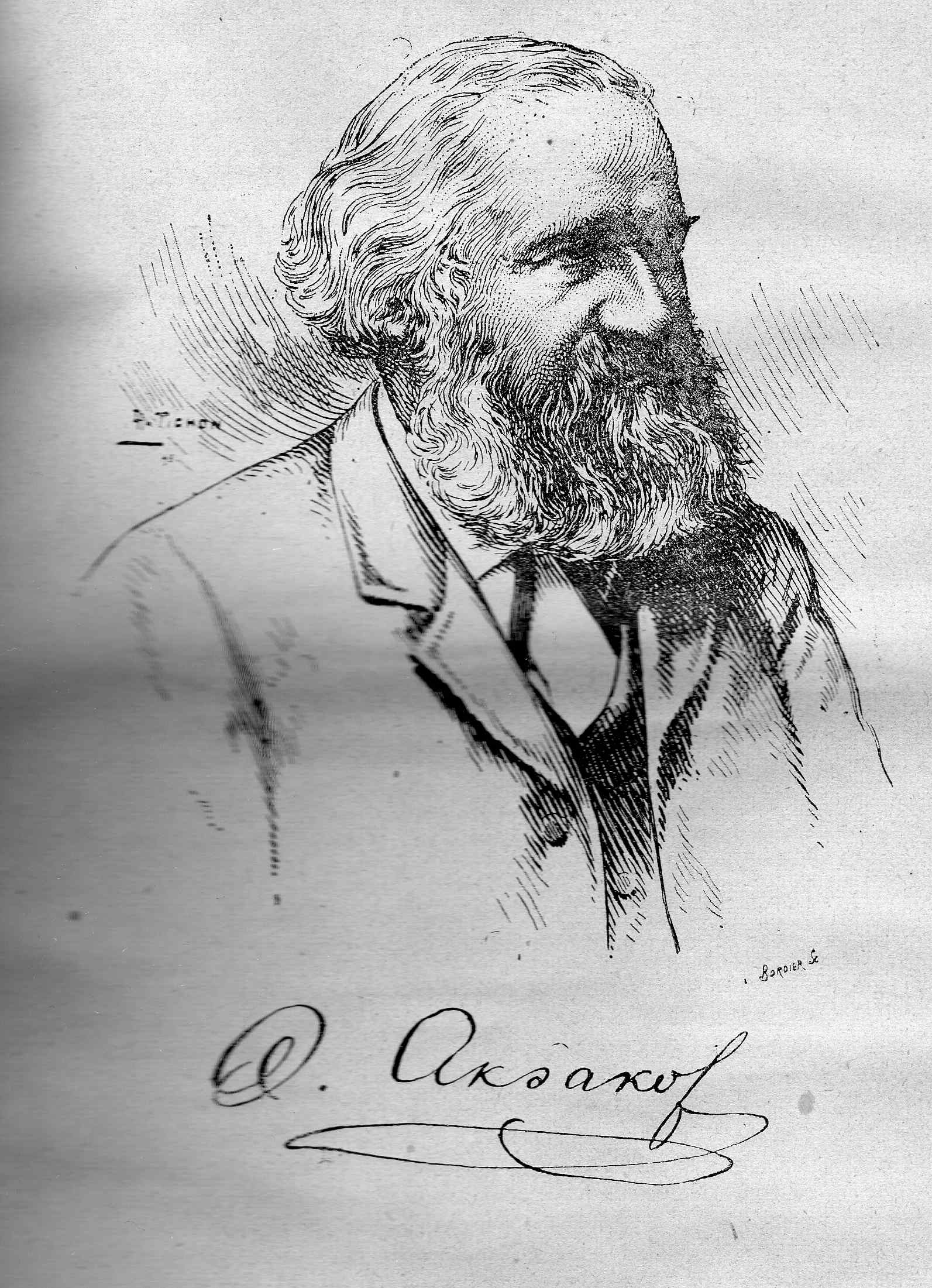
А. Н. Аксаков

Массовое распространение спиритуализма в России относится к 70-м годам XIX века. В числе первых адептов спиритизма были декабрист Ф. Н. Глинка, В. И. Даль, а также П. В. Нащокин, создавший в 1853—1854 годах в Москве первый спиритуалистический кружок. Сын О. С. Пушкиной (сестры поэта) утверждал, что «…Она занималась одно время столоверчением, полагая что беседует с тенью брата Александра, который будто бы приказал сестре сжечь её „Семейную хронику“».
Массовое распространение явления в стране произошло в середине 1870-х годов, когда начал действовать кружок спиритуалистов, организованный А. Н. Аксаковым, профессором Петербургского университета зоологом Н. П. Вагнером и одним из известнейших химиков страны профессором А. М. Бутлеровым. Именно по их приглашению в Россию стали приезжать известные западноевропейские медиумы. В 1875 году «Вестник Европы» и «Русский Вестник» опубликовали серию статей Вагнера и Бутлерова, поразившие общественность именно тем, что в качестве апологетов спиритуализма выступили авторитетные учёные, придерживавшиеся материалистических взглядов. Главным их оппонентом стал Д. И. Менделеев. По его инициативе в 1875 году Физическое общество при Санкт-Петербургском университете образовало «Комиссию для рассмотрения медиумических явлений», устраивая сеансы с английскими медиумами выбранными и приглашенными Аксаковым.
Комииссия провела 10 заседений с непосредственным проведением опытов и участием медиумов. Во всех случаях явления, заявленные как спиритические (движения, колебания и поднятия стола), происходили только в ситуациях оставляюших возможности медиумам или их представителям физически влиять на предметы участвующие в экспериментах (темнота, полутьма, удаление участников комисии). При проведении более тщательных испытаний, исключающих возможность случайных или намеренных воздействий со стороны медиумов (достаточное освещение, манометрический стол, регистрирующий усилия рук на нем лежащих, или ширма отделяющая стол от медиума), никаких движений стола загегистрировано не было. После требования комиссии проводить опыты только со столами снабженными измерительными инструментами, сторона медиумов отказалась от продолжения участия в работе, сославшись на предубеждение комиссии против спиритизма.
По итогам всех заседаний комиссия пришла к единогласному заключению: "спиритические явления происходят от бессознательных движений или от сознательного обмана, а спиритическое учение есть суеверие".
Известно, что в сеансах принимали участие Достоевский и Лесков. При этом Достоевский к последователям спиритуализма отнёсся резко отрицательно, деятельность же Менделеева — раскритиковал, как неадекватную всей глубине исследуемого явления. «Одним словом, спиритизм — без сомнения, великое, чрезвычайное и глупейшее заблуждение, блудное учение и тьма, но беда в том, что не так просто всё это, может быть, происходит за столом, как предписывает верить комиссия, и нельзя тоже всех спиритов сплошь обозвать рохлями и глупцами», — писал Достоевский.
Сатирически увлечение спиритизмом изображали Л. Н. Толстой («Плоды просвещения»), А. В. Амфитеатров («Княжна») и А. Ф. Писемский («Финансовый гений»). В начале XX века появились и литераторы-спиритуалисты (И. А. Карышев, Л. А. фон Нольде, В. И. Крыжановская-Рочестер). А. А. Панченко отмечает, что спиритизм совершенно особого рода проник и в крестьянскую среду. Он сроднился с практикой гаданий, причём вызываемым духом служил, как правило, «задавившийся» (повесившийся) и, соответственно, «нечистый» покойник, которого призывали «выкрикиванием» в печную трубу.

## Спиритуализм в XX веке
Резкий всплеск интереса к спиритуализму был вызван Первой мировой войной. «Трагедия моей семьи только усилила желание поделиться с другими своими наблюдениями и выводами, — писал сэр Оливер Лодж, автор нашумевшей книги „Раймонд“ (рассказавшей о его общении с погибшим сыном). — Теперь я буду это делать, опираясь на печальный опыт собственных переживаний, а не прибегая к опыту других».

Смерть, коснувшись своим холодным дыханием почти каждой семьи, неожиданно возбудила интерес к вопросам жизни после смерти. Люди не только задавались вопросом: «Если человек умрёт, то может ли он ожить снова?», но и страстно желали установить связь с душами любимых и близких, так трагически ушедших из земного мира. Они жаждали «прикосновения родной руки и звука до боли знакомого голоса». Тысячи людей занялись исследованиями, но, как и в ранний период развития движения, первые открытия зачастую были сделаны теми, кто уже покинул этот мир. Газеты и пресса не могли противостоять давлению общественного мнения: истории о возвращении погибших воинов и — глубже — проблема жизни после смерти получили широкое освещение в прессе.— А.Конан Дойль. История спиритуализма. Глава 23
Выяснилось, что многие медиумы начала века делали предсказания грядущей войны («Пророчества и предзнаменования Великой войны», Ральф Ширли, «Война и пророки», Герберт Терстон, «Военные предсказания» Ф. К. С. Шиллер, «Откровения ангелов» Оксли) и деталей военных действий (гречанка Софи, 6 июня 1914 года). Появились сообщения о вмешательстве потусторонних сил в ход военных действий (сообщение капитана У. Э. Ньюкама из 2-й Саффолкского полка о появлении призрачной фигуры перед германскими окопами). На лондонских сеансах миссис Э. А. Кэннок многие покойные солдаты сами называли свои имена, и впоследствии сообщения об их гибели подтверждались. Было зафиксировано множество случаев, когда погибшие появлялись на спиритических фотографиях, и это продолжалось в течение многих лет вплоть до начала 30-х годов.
Начиная с 1920-х годов развитие спиритуализма пошло по трём основным направлениям, каждое из которых существует по сей день.
- Последователи первого из них, условно причисленного к синкретизму (в его самом широком смысле), отвергли иерархии и догмы. Практикуя спиритизм в соответствии с традициями XIX века, по своим воззрениям они практически не отличаются от последователей New Age-философии и неоязычества.
- Вторая ветвь, сервайвализм (англ. survivalism), продолжает традицию эмпирического отношения к спиритическому феномену, заложенную Обществом психических исследований. Сервайвалисты отвергают религиозный и мистический подход, пытаясь к решению вопроса о жизни после смерти подходить с научных и рационалистических позиций.
- Наконец, третье ответвление сблизилось с христианской церковью. Результатом этого союза, ещё недавно казавшегося немыслимым, явилось создание Национальной спиритуалистической ассоциации церквей (англ. National Spiritualist Association of Churches) в США и Национального союза спиритуалистов (англ. Spiritualists' National Union) в Британии. В 1920-х годах возникли первые образовательные спиритуалистические учреждения: типичным сегодняшним примером можно считать Колледж Артура Финдлея (англ. Arthur Findlay College) в Станстед-холле[англ.]. В 1931 году была создана Всемирная ассоциация христиан-спиритуалистов (GWSCA), в основу идеологии которой легла вера в существование Иисуса Христа (подтверждавшаяся спиритическими сообщениями, в частности, при участии медиума Уинифреда Мойеса). Параллельно в США возникла Ложа Белого голубя (White Dove Lodge): последователи её призывали не делать упор на общение с потусторонним миром, но вести праведную жизнь в соответствии с основополагающими принципами спиритуализма.

На сегодняшний день в Британии существует около 500 спиритуалистических церквей. Некоторые из них входят в Национальный союз спиритуалистов (англ. Spiritualists' National Union), другие — в Христианский союз спиритуалистов (англ. Christian Spiritualist Union). Практика организованного спиритуализма здесь во многом напоминает христианские церковные службы: упор делается на «ментальную» часть с почти полным отказом от сеансов с материализациями и прочими эффектными (но уязвимыми для критики) проявлениями медиумизма.
Сближение спиритуализма с христианством привело к тому, что в 1937 году Англиканская церковь (под влиянием GWCSA) образовала специальную комиссию (её возглавили архиепископы Лэнг и Темпл) для проведения новых исследований спиритического феномена. В 1939 году комиссия обнародовала исторический доклад, опубликованный во многих газетах мира (включая англ. Psychic News), где о спиритуализме в целом говорилось сдержанно и даже с некоторой симпатией.
Отношение в западном обществе к медиумам резко изменилось после того, как стало известно о трагедии Хелен Дункан, ставшей жертвой жестокого преследования со стороны властей. В 1933 и 1944 годах Дункан приговаривали к тюремному заключению за мошенничество, а в 1956 году на сеанс, где она проводила материализацию, ворвалась полиция. Если верить спиритуалистским источникам, в результате так называемого «эктоплазмического удара» Дункан тяжело заболела и скончалась месяц спустя. Радикальным образом изменил юридический статус медиума принятый в 1951 году «Закон о лже-медиумах» (англ. Fraudulent Mediums Act): он отменял действие «драконовского» «Закона о колдовстве» 1735 года (англ. Witchcraft Act) и фактически приравнивал официальных медиумов к религиозным служителям.